# Autovía A-14
Die Autovia A-14, spanisch Autovía de la Ribagorza, ist eine Autobahn in Spanien. Die Autobahn beginnt in Lleida und soll zukünftig in Benabarre enden, zurzeit ist sie größtenteils lediglich in Planung. Sie sollte ursprünglich bis zur französischen Grenze im Val d’Aran verlaufen, der Abschnitt hinter Benabarre wird inzwischen jedoch nurmehr als auszubauende Nationalstraße N-230 geplant.
Der in diesem Abschnitt liegende Tunnel von Vielha ist bereits dreispurig ausgebaut (zwei Fahrspuren bergauf Richtung Süden). Die Ausbauplanung des schwierigen Abschnitts in Ribagorza zwischen Sopeira und El Pont de Suert entlang des hier gestauten Noguera Ribagorzana Flusses erfolgt zurzeit parallel zur Ausbauplanung der Autobahn weiter südlich im Anschluss an das derzeitige Ende der A-14 (2018). 

## Abschnitte
| Position | Kurzbezeichnung des Abschnitts | Abschnitt                           | km   | Eröffnung                       |
| -------- | ------------------------------ | ----------------------------------- | ---- | ------------------------------- |
| 1        | A-14                           | Lleida (A-2)-Alguaire               | 6    | 2017                            |
| 2        | A-14                           | Alguaire-Almenar                    | 10,3 | 2012                            |
| 3        |                                | Almenar-Alfarrás (L.P. Huesca)      | 7,3  | ?                               |
| 4        |                                | Alfarrás (L.P. Lleida)- Alcampell   | 11,8 | Projekt zurückgestuft           |
| 5        |                                | Alcampell Purroy de la Solana       | 13   | Projekt zurückgestuft           |
| 6        |                                | Purroy de la Solana-Benabarre (ost) | 11,4 | Projekt zurückgestuft           |
| 7        | N-230                          | Benabarre (ost)-Viacamp             | 12,5 | Projekt zurückgestuft           |
| 8        | N-230                          | Viacamp Puente de Montañana         | 8,3  | Projekt zurückgestuft           |
| 9        | N-230                          | Puente de Montañana Sopeira         | 15   | Projekt zurückgestuft           |
| 10       | N-230                          | ?                                   | 45   | Machbarkeitsstudie ausstehend   |
| 10       | N-230                          | Viella (Tunnel)                     | 5,2  | 2007                            |
| 11       | N-230                          | Boca (nord)-Canejan                 | 36,2 | Detailfragen noch nicht geklärt |

## Streckenverlauf
| Position | km | Abschnitt                                                  | Anschluss an |
| -------- | -- | ---------------------------------------------------------- | ------------ |
| 1        |    | Lleida Alcalde Porqueres weiter als A-2 Richtung Barcelona | A-2          |
| 2        | 1  | Lleida-Rovira Roure Saragossa                              | A-2          |
| 3        | 8  | Lleida Alguaire Flughafen Lleida-Alguaire                  | N-230        |
| 4        | 15 | Vielha Almenar Toulouse                                    | N-230        |
| 5        |    | Vielha weiter als A-14 R2                                  | A-14 R2      |

## Größere Städte an der Autobahn
- Lleida
- Benabarre
- Sopeira